# Otto Firle

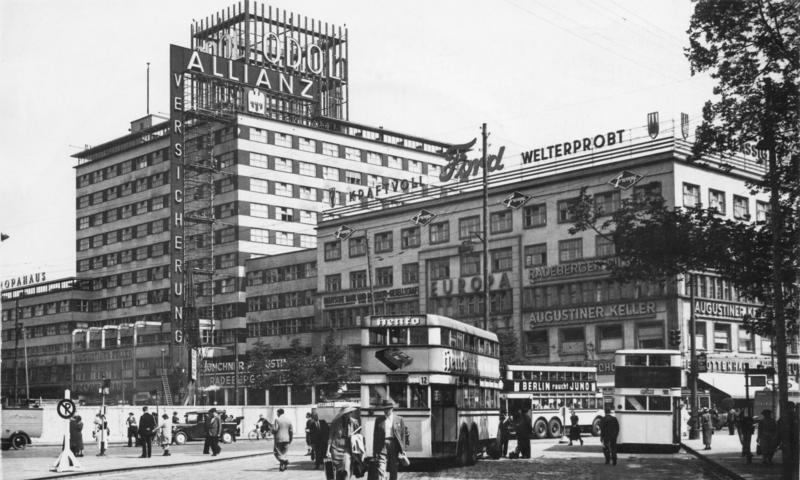
Europahaus vid Askanischer Platz i Berlin. Foto från 1936.

Otto Firle, född 14 oktober 1889 i Bonn i Tyskland, död 4 juli 1966 i Düsseldorf i Tyskland, var en tysk arkitekt och grafiker.

## Karriär
Otto Firle utbildade sig till arkitekt på Technischen Hochschule München. Under första världskriget tjänstgjorde han som pilot. Han ritade på 1920-talet logotyper för Deutsche Luft-Reederei och de 1920 grundade Deutsche Reichsbahn och Deutsche Reichspost. Han ritade också frimärken.
Till Otto Firles mest kända verk hör Nordstern-Versicherungs kontorshus vid Fehrbelliner Platz i Berlin. Denna byggnad uppfördes inom ramen för Adolf Hitlers och Albert Speers planerade nygestaltning av Berlin, Welthauptstadt Germania. Den hade fasadutsmyckning av Arno Breker och Waldemar Raemisch. Det är en av de få byggnader som uppfördes inom nygestaltningsprojektet. 
Otto Firle var 1946–1949 lärare på Technische Hochschule Berlin och från 1950 praktiserande arkitekt i Düsseldorf.
I Finland finns den av Otto Firle ritade Villa Ehrich på Brändö, som uppfördes 1939 för Otto Ehrich. Den beslagtogs efter Lapplandskriget av den finländska staten och överlämnades till Sovjetunionen enligt stilleståndsavtalet i september 1944.

## Verk i urval
- 1924 Wohnhaus Firle vid Potsdamer Strasse 20A i Berlin-Lichterfelde
- 1927–1928 Församlingshus, Am Generalshof i Berlin-Köpenick
- 1929–1932 Flerfamiljshus vid Breitenbachplatz 10–18 i Dahlem i Berlin (tillsammans med Ferdinand Radzig)
- 1931 Kontorshuset Europahaus vid Askanischer Platz i Kreuzberg i Berlin
- 1935–1936 Huvudkontor för Nordstern-Versicherung vid Fehrbelliner Platz i Berlin
- 1935 Fritidshus för Hermann Göring, Darss vid Östersjökusten (nedbrunnet 1954)
- 1938–1939 Villa Ehrich för och med Otto Ehrich vid Lars Soncks väg 8 på Brändö i Finland
- 1954–1955 Bankfastighet för Rhein-Ruhr-Bank i Düsseldorf
- 1957 St. Cypriankyrkan i Bonn

## Bildgalleri

Reichspostemblem.
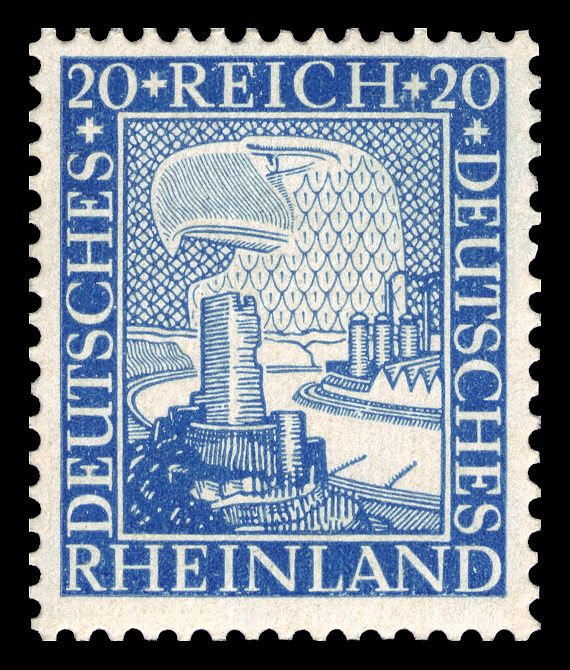
Frimärke, 1925.
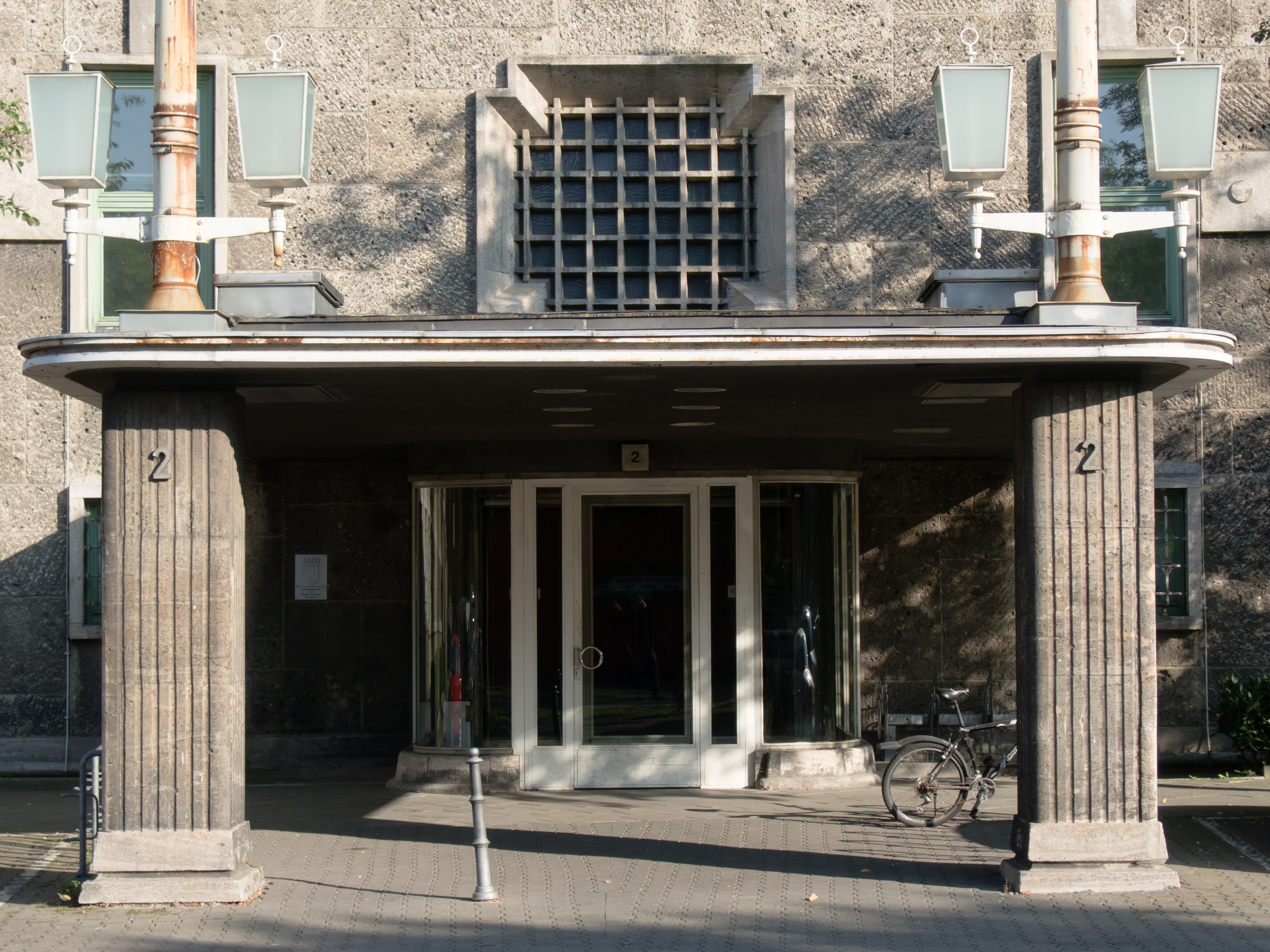
Entrén till Nordstern-Versicherungs kontorshus.